# Jelica Pavličić-Štefančić
Jelica Pavličić-Štefančić (Slunj, 4. veljače 1954.), sprinterica iz Hrvatske. Aktualna je hrvatska rekorderka na 100 m, na 200 m na otvorenom i u dvorani i 400 m u dvorani te je bivša rekorderka na 400 m na otvorenom.
Natjecala se u razdoblju od 1971. do 1979. pod zastavom bivše Jugoslavije te je 5 puta bila prvakinja države na 100 metara, 6 puta na 200 metara i 5 puta na 400 metara. Osvojila je 3 medalje na Mediteranskim igrama. Nastupila je i na Olimpijskim igrama 1976. u Montrealu. Godine 2005. je dobitnica Državne nagrade za šport "Franjo Bučar".
U Sofiji je 1974. istrčala 400 metara za 50,98 sekundi, ali je rezultat zaveden pod kategoriju "najbolja svjetska izvedba", a ne "svjetski rekord" – to je bilo u vrijeme prijelaza s ručnog na automatsko mjerenje vremena pa su tadašnji rekordi naknadno višestruko revidirani.